# Mbuke-Inseln
Die Mbuke-Inseln (auch M'Buke, Buke oder Zuckerhutsinsel) sind eine Inselgruppe im Norden von Papua-Neuguinea. Politisch gehören sie zum Pobuma Local Level Government Area der Provinz Manus.

## Geographie
Die Mbuke-Inseln sind eine Untergruppe der Admiralitäts-Inseln. Die Inselgruppe befindet sich 20 km südlich von Manus.  und besteht aus 13 Inseln. Die Hauptinsel ist Mbuke. Deren höchste Erhebung beträgt etwa 260 m. Auf Mbuke befindet sich das einzige Dorf der Inselgruppe, mit einer Bevölkerung von 500 Einwohnern. Weitere Inseln sind Vogali, Butangelu, Lenjenning, Jambon, Uh und Olan. 

## Geschichte
Die Inseln werden wahrscheinlich seit etwa 1500 v. Chr. von Melanesiern bewohnt. Das Gebiet kam im Jahr 1885 unter deutsche Verwaltung und gehörte seit 1899 zu Deutsch-Neuguinea. 1914 wurden die Inseln von australischen Truppen erobert, und nach dem Ersten Weltkrieg als Mandat des Völkerbundes von Australien verwaltet. Von 1942 bis 1944 waren die Inseln von Japan besetzt, kehrten aber 1949 in australische Verwaltung zurück. Seit 1975 sind sie Teil des unabhängigen Staates Papua-Neuguinea.